# Death Stranding (Songs from the Video Game)
Death Stranding (Songs from the Video Game) è una colonna sonora del videogioco Death Stranding, pubblicata il 31 gennaio 2020 dalla Sony Interactive Entertainment.

## Tracce
1. Low Roar – Don't Be So Serious – 6:12 (Ryan Joseph Karazija, Andrew Scheps, Mike Lindsay)
2. Low Roar – Bones (feat. Jófríõur) – 2:50 (Ryan Joseph Karazija, Andrew Scheps, Mike Lindsay)
3. Low Roar – Easy Way Out – 4:48 (Ryan Joseph Karazija, Andrew Scheps)
4. Low Roar – Poznan – 2:03 (Ryan Joseph Karazija, Andrew Scheps, Mike Lindsay)
5. Silent Poets – Asylums for the Feeling (feat. Leila Adu) – 7:07 (Michiharu Shimoda, Leila Adu)
6. Low Roar – Once in a Long, Long While – 5:17 (Ryan Joseph Karazija, Andrew Scheps)
7. Low Roar – St. Eriksplan – 3:42 (Ryan Joseph Karazija, Andrew Scheps, Mike Lindsay)
8. Chvrches – Death Stranding – 5:18 (Iain Cook, Martin Doherty, Lauren Mayberry)
9. Low Roar – Please Don't Stop Chapter I – 4:42 (Ryan Joseph Karazija, Andrew Scheps)
10. Low Roar – Because We Have To – 3:53 (Ryan Joseph Karazija, Andrew Scheps)
11. Low Roar – Waiting (10 Years) – 4:06 (Ryan Joseph Karazija, Andrew Scheps, Mike Lindsay)
12. Silent Poets – Almost Nothing (feat. Okay Kaya) – 4:57 (Michiharu Shimoda, Okay Kaya)
13. Low Roar – Tonight, Tonight, Tonight – 7:57 (Ryan Joseph Karazija, Andrew Scheps)
14. Low Roar – Nobody Else – 4:57 (Ryan Joseph Karazija, Andrew Scheps, Mike Lindsay)
15. Low Roar – The Machine – 5:37 (Ryan Joseph Karazija, Andrew Scheps, Mike Lindsay)
16. Low Roar – Anything You Need – 3:12 (Ryan Joseph Karazija, Andrew Scheps)
17. Low Roar – Give Up – 3:06 (Ryan Joseph Karazija, Andrew Scheps)
18. Low Roar – Patience – 5:44 (Ryan Joseph Karazija, Andrew Scheps)
19. Apocalyptica – Path – 3:07 (Eicca Toppinen)
20. Low Roar – Not Around – 5:14 (Ryan Joseph Karazija, Andrew Scheps, Mike Lindsay)
21. Low Roar – I'm Leaving – 5:34 (Ryan Joseph Karazija, Andrew Scheps)
22. Low Roar – I'll Keep Coming – 5:53 (Ryan Joseph Karazija, Andrew Scheps)